# Хронологія поширення COVID-19 (лютий 2021)
Стаття описує поширення коронавірусу тяжкого гострого респіраторного синдрому-2, що спричинив спалах коронавірусної хвороби 2019, у лютому 2021 року. Уперше хвороба була зареєстрована в місті Ухань у КНР у грудні 2019 року.

## Хронологія пандемії

### 1 лютого
- Малайзія повідомила про 4214 нових випадків хвороби, загальна кількість випадків зросла до 219173. Зареєстровано 4280 одужань, що довело загальну кількість одужань до 170329. Зареєстровано 10 смертей, що збільшило кількість померлих до 770. Зареєстровано 48074 активних випадків хвороби, з них 316 у реанімації та 137 на апараті штучної вентиляції легень.[1]
- Нова Зеландія не повідомила про нові випадки хвороби, загальна кількість випадків знизилася до 2303 (1947 підтверджених і 356 ймовірних). Один хворий одужав, загальна кількість одужань досягла 2209. Кількість померлих залишилася на рівні 25. Було 69 активних випадків хвороби, з них 67 в керованій ізоляції та 2 з місцевою передачею вірусу.[2]
- Сінгапур повідомив про 29 нових завезених випадків хвороби, загальна кількість випадків зросла до 59565.[3] Одужали 43 хворих, внаслідок чого загальна кількість одужань склала 59271. Кількість померлих залишилася на рівні 29.[4]
- Україна повідомила про 2030 нових випадків хвороби за добу та 61 нову смерть за добу, що збільшило загальну кількість до 1221485 випадків та 22768 смертей; загалом одужало 1023915 хворих.[5]
- Велика Британія повідомила про випадкове виявлення 11 випадків південноафриканського варіанту, не пов'язаного з поїздками за кордон.[6]

### 2 лютого
Щотижневий звіт Всесвітньої організації охорони здоров'я:
- У Чехії зареєстровано більше 1 мільйона випадків хвороби, що робить її 20-ю країною, де це сталося.[8]
- У Малайзії повідомили про 3455 нових випадків хвороби, загальна кількість випадків зросла до 222628. Зареєстровано 3661 нове одужання, загальна кількість одужань зросла до 173990. Повідомлено про 21 нову смерть, внаслідок чого кількість померлих зросла до 791. Зареєстровано 47847 активних випадків хвороби, 327 перебували у відділенні інтенсивної терапії та 145 на апараті штучної вентиляції легень.[9]
- Нова Зеландія повідомила про 4 нових випадки хвороби, загальна кількість випадків зросла до 2307 (1951 підтверджених і 356 ймовірних). Повідомлено про одне одужання, загальна кількість одужань зросла до 2210. Кількість померлих залишилася на рівні 25. Було 72 активних випадки хвороби (70 у реанімації та 2 на апараті штучної вентиляції легень).[10]
- Сінгапур повідомив про 19 нових завезених випадків хвороби, загальна кількість випадків зросла до 59584. 30 хворих одужали, загальна кількість одужань досягла 59301. Кількість померлих залишилася на рівні 29.[11]
- Україна повідомила про 2394 нових випадки хвороби за добу та 156 нових смертей за добу, загальна кількість зросла до 1223879 та 22924 відповідно; загалом одужали 1035372 хворих.[12]

### 3 лютого
- Малайзія повідомила про 4284 нових випадків хвороби, загальна кількість випадків зросла до 226912. Зареєстровано 3804 одужань, що довело загальну кількість одужань до 177794. Зареєстровано 18 смертей, що збільшило кількість померлих до 809. Зареєстровано 48309 активних випадків хвороби, з них 307 у реанімації та 141 на апараті штучної вентиляції легень.[13]
- Фіджі підтвердили один випадок COVID-19. Ця особа прибула з Індонезії до міста Наді 27 січня 2021 року. Крім того, влада повідомила про історичний випадок, пов'язаний з особою, яка дала позитивний результат тестування в Ірландії.[14][15]
- Нова Зеландія повідомила про 3 випадки хвороби (2 в керованій ізоляції та один історичний випадок), загальна кількість випадків зросла до 2308 (1952 підтверджених і 356 ймовірних). 12 хворих одужали, загальна кількість одужань зросла до 2222. Кількість померлих залишилася на рівні 25. Був 61 активний випадок хвороби (59 в керованій ізоляції та 2 з місцевою передачею вірусу).[16]
- Сінгапур повідомив про 18 нових випадків, у тому числі один з місцевою передачею вірусу та 17 завезених, загальна кількість хворих зросла до 59602.[17] 19 хворих одужали, внаслідок чого загальна кількість одужань зросла до 59320. Кількість померлих залишилася на рівні 29.[18]
- Україна повідомила про 3285 нових випадків за добу та 165 нових смертей за добу, загальна кількість зросла до 1227164 та 23089 відповідно; загалом одужали 1045473 хворих.[19]

### 4 лютого
- Малайзія повідомила про 4571 новий випадок хвороби, загальна кількість випадків зросла до 231483. Зареєстровано 4092 одужання, загальна кількість одужань зросла до 181886. Зареєстровано 17 смертей, кількість смертей зросла до 826. Зареєстровано 48771 активний випадок хвороби, з них 308 у реанімації та 135 на апараті штучної вентиляції легень.[20]
- Нова Зеландія повідомила про 6 нових випадків хвороби, загальна кількість випадків зросла до 2313 (1957 підтверджених і 356 ймовірних). Один раніше підтверджений випадок перекваліфікували в імовірний. Одужали 6 хворих, загальна кількість одужань зросла до 2228. Кількість померлих залишилася на рівні 25. Було 60 активних випадків хвороби (58 у керованій ізоляції та 2 з місцевою передачею вірусу).[21]
- Сінгапур повідомив про 22 нові завезені випадки хвороби, загальна кількість випадків зросла до 59624.[22] 28 хворих одужали, загальна кількість одужань зросла до 59348. Кількість померлих залишилася на рівні 29.[23]
- Україна повідомила про 5082 нові випадки хвороби за добу та 140 нових смертей за добу, загальна кількість зросла до 1232246 і 23229 відповідно; загалом одужало 1055406 хворих.[24]
- Сполучені Штати Америки повідомили про 4995 нових випадків смерті за день, що стало другим за кількістю випадкі смерті серед людей з початку пандемії, внаслідок чого кількість смертей досягла 431399.

### 5 лютого
- Малайзія повідомила про 3391 новий випадок хвороби, загальна кількість випадків зросла до 234874. Зареєстровано 3392 одужання, загальна кількість одужань зросла до 185278. Зареєстровано 19 смертей, кількість померлих зросла до 845. Було 48751 активних випадків хвороби, з яких 310 перебували в реанімації та 134 на апараті штучної вентиляції легень.[25]
- Нова Зеландія повідомила про 2 нових випадки хвороби, загальна кількість випадків зросла до 2315 (1959 підтверджених і 356 ймовірних). Кількість одужань залишилася на рівні 2228, а кількість померлих — 25. Були 62 активні випадки хвороби (59 в керованій ізоляції та 3 з місцевою передачею вірусу).[26]
- Сінгапур повідомив про 25 нових випадків хвороби, у тому числі один з місцевою передачею вірусу та один, який проживав у гуртожитку, внаслідок чого загальна кількість випадків сягнула 59649.[27] 25 хворих одужали, внаслідок чого загальна кількість одужань досягла 59373. Кількість померлих залишилася на рівні 29.[28]
- Україна повідомила про 4923 нових випадки хвороби за добу та 158 нових смертей за добу, загальна кількість зросла до 1237169 і 23387 відповідно; загалом одужав 1063591 хворий.[29]

### 6 лютого
- Малайзія повідомила про 3847 нових випадків хвороби, загальна кількість випадків зросла до 238721. Зареєстровано 1692 одужання, загальна кількість одужань зросла до 186970. Повідомлено про 12 смертей, кількість померлих зросла до 857. Було 50894 активних випадків хвороби, з них 305 у відділенні інтенсивної терапії та 139 на апараті штучної вентиляції легень.[30]
- Нова Зеландія повідомила про 1 місцеву передачу вірусу в місті Гамільто, яка була пов'язана з готелем «Паллман» в Окленді.[31]
- Сінгапур повідомив про 26 нових завезених випадків, загальна кількість випадків зросла до 59675.[32] Крім того, випадок, який проживав у гуртожитку, ймовірно, був повторно інфікований. 32 хворих одужали, загальна кількість одужань склала 59405. Кількість померлих залишилася на рівні 29.[33]
- Україна повідомила про 4310 нових випадків хвороби за добу та 129 нових смертей за добу, загальна кількість зросла до 1241479 та 23516 відповідно; загалом одужали 1070749 хворих.[34]

### 7 лютого
- Малайзія повідомила про 3731 новий випадок хвороби, загальна кількість випадків зросла до 242452. Зареєстровано 3369 одужань, загальна кількість одужань зросла до 190339. Зареєстровано 15 смертей, кількість померлих зросла до 872. Було 51241 активний випадок хвороби, з них 292 у реанімації та 140 на апараті штучної вентиляції легень.[35]
- Нова Зеландія повідомила про 5 нових випадків хвороби, загальна кількість випадків зросла до 2320 (1964 підтверджених і 356 ймовірних). Один хворий одужав, загальна кількість одужань досягла 2229. Було 66 активних випадків хвороби (62 на кордоні та 4 випадки місцевої передачі вірусу).[36]
- Сінгапур повідомив про 24 нові випадки хвороби, включаючи один з місцевою передачею вірусу та 24 завезених, загальна кількість випадків зросла до 59699. 28 хворих одужали, загальна кількість одужань зросла до 59 433. Кількість померлих залишилася на рівні 29.[37]
- Україна повідомила про 3370 нових випадків хвороби за добу та 81 нову смерть за добу, загальна кількість зросла до 1244849 та 23597 відповідно; загалом одужали 1073046 хворих.[38]

### 8 лютого
- Малайзія повідомила про 3100 нових випадків хвороби, внаслідок чого загальна кількість випадків досягла 245552. Було 2340 одужань, загальна кількість одужань зросла до 192679. Зареєстровано 24 смерті, кількість померлих зросла до 896. Зареєстровано 51977 активних випадків хвороби, з них 282 у відділенні інтенсивної терапії та 134 на апараті штучної вентиляції легень.[39]
- Нова Зеландія не повідомила про нові випадки хвороби, одужання чи смерть. Загалом у країні було 66 активних випадків хвороби, 2320 зареєстрованих випадків хвороби (1964 підтверджених та 356 ймовірних), 2229 одужань та 25 смертей.[40]
- Сінгапур повідомив про 22 нових випадки хвороби, у тому числі 2 з місцевою передачею вірусу та 20 завезених, загальна кількість випадків зросла до 59721.[41] 51 хворий одужав, загальна кількість одужань зросла до 59484. Кількість померлих залишилася на рівні 29.[42]
- Україна повідомила про 2141 новий випадок за добу та 47 нових смертей за добу, загальна кількість зросла до 1246990 та 23644 відповідно; загалом одужали 1075743 хворі.[43]
- У Сполучених Штатах Америки кількість випадків перевищила 27 мільйонів, а кількість смертей досягла 463433.[44]

### 9 лютого
Щотижневий звіт Всесвітньої організації охорони здоров'я:
- Малайзія повідомила про 2764 нові випадки хвороби, загальна кількість випадків зросла до 248316. Зареєстровано 3887 одужань, загальна кількість одужань до 196566. Зареєстровано 13 смертей, кількість померлих зросла до 909. Налічувався 50841 активний випадок хвороби, з них 289 у реанімації та 127 на апараті штучної вентиляції легень.[46]
- Нова Зеландія повідомила про 2 нових випадки хвороби, загальна кількість випадків зросла до 2322 (1966 підтверджених і 356 ймовірних). Повідомлено про одне одужання, загальна кількість одужань зросла до 2230. Кількість померлих залишилася на рівні 25. Було 67 активних випадків хвороби.[47]
- Сінгапур повідомив про 11 нових завезених випадків, загальна кількість випадків зросла до 59732.[48] 22 хворих одужали, внаслідок чого загальна кількість одужань склала 59506. Кількість померлих залишилася на рівні 29.[49]
- В Іспанії кількість випадків COVID-19 перевищила 3 мільйони.[50]
- Україна повідомила про 2656 нових випадків хвороби за добу та 127 нових смертей за добу, загальна кількість зросла до 1249646 та 23771 відповідно; загалом одужали 1084590 хворих.[51]

### 10 лютого
- В Аргентині зареєстровано 2 мільйони випадків COVID-19.[52]
- Фіджі підтвердили одне одужання.[53]
- Малайзія повідомила про 3288 нових випадків хвороби, загальна кількість випадків зросла до 251604. Зареєстровано 1929 одужання, загальна кількість одужань до 198495. Зареєстровано 14 смертей, кількість померлих зросла до 923. Було 52186 активних випадків хвороби, з них 285 у відділенні інтенсивної терапії та 131 на апараті штучної вентиляції легень.[54]
- Нова Зеландія повідомила про 3 нові випадки хвороби, тоді як раніше зареєстрований випадок був класифікований як досліджуваний, загальна кількість випадків становила 2324 (1968 підтверджених і 356 ймовірних). Зареєстровано 10 одужань, загальна кількість одужань зросла до 2240. Кількість померлих залишилася на рівні 25. Налічувалось 59 активних випадків хвороби (58 у керованій ізоляції та один з місцевою передачею вірусу)..[55]
- У Росії зареєстровано 4 мільйони випадків COVID-19.[56]
- Сінгапур повідомив про 15 нових випадків хвороби, у тому числі один проживав у гуртожитку та 14 завезених, загальна кількість випадків зросла до 59747.[57] 20 хворих одужали, загальна кількість одужань зросла до 59526. Кількість померлих залишилася на рівні 29.[58]
- Україна повідомила про 3409 нових випадків хвороби за добу та 163 нових випадки смерті за добу, загальна кількість зросла до 1253055 і 23934 відповідно; загалом одужали 1092376 хворих.[59]

### 11 лютого
- Малайзія повідомила про 3384 нові випадки хвороби, загальна кількість випадків зросла до 254988. Зареєстровано 3774 одужання, загальна кількість одужань зросла до 202269. Повідомлено про 13 смертей, кількість смертей зросла до 936. Налічувалось 51783 активні випадки хвороби, з них 259 у реанімації та 122 на апараті штучної вентиляції легень.[60]
- Нова Зеландія повідомила про один новий випадок хвороби, загальна кількість випадків зросла до 2324 (1968 підтверджених і 356 ймовірних). Одужали 5 хворих, загальна кількість одужань досягла 2245. Кількість померлих залишилася на рівні 25. Налічувалось 54 активні випадки хвороби (53 в керованій ізоляції та один з місцевою передачею вірусу).[61]
- Сінгапур повідомив про 12 нових випадків хвороби, у тому числі 3 з місцевою передачею вірусу та 9 завезених, загальна кількість випадків зросла до 59759.[62] 32 хворі одужали, внаслідок чого загальна кількість одужань зросла до 59558. Кількість померлих залишилася на рівні 29.[63]
- Україна повідомила про 5039 нових випадків хвороби за добу та 124 нові смерті за добу, загальна кількість зросла до 1258094 і 24058 відповідно; загалом одужали 1098944 хворих.[64]

### 12 лютого
- Малайзія повідомила про 3318 нових випадків хвороби, загальна кількість випадків зросла до 258306. Зареєстровано 3505 одужань, загальна кількість одужань зросла до 205774. Зареєстровано 17 смертей, кількість померлих зросла до 953. Налічувалось 51579 активних випадків хвороби, з них 258 у реанімації та 119 на апараті штучної вентиляції легень.[65]
- Нова Зеландія повідомила про 2 нових випадки хвороби, загальна кількість випадків зросла до 2326 (1970 підтверджених і 356 ймовірних). Одужали 12 хворих, загальна кількість одужань склала 2257. Кількість померлих залишилася на рівні 25. Налічувалось 44 активних випадки хвороби (43 в керованій ізоляції та один з місцевою передачею вірусу).[66]
- Сінгапур повідомив про 18 нових випадків хвороби, у тому числі 2 з місцевою передачею вірусу та 16 завезених, загальна кількість випадків зросла до 59777.[67] 11 хворих одужали, загальна кількість одужань зросла до 59569. Кількість померлих залишилася на рівні 29.[68]
- Україна повідомила про 4773 нові випадки хвороби за добу та 116 нових смертей за добу, загальна кількість випадків зросла до 1262867 і 24174 відповідно; загалом одужали 1106155 хворих.[69]
- У Великій Британії зареєстровано 4 мільйони випадків COVID-19.[70]
- Сполучені Штати Америки повідомили про 5316 нових випадків смерті за добу, що є найбільшою кількістю смертней з початку пандемії, внаслідок чого загальна кількість смертей досягла 455316.

### 13 лютого
- Малайзія повідомила про 3499 нових випадків хвороби, загальна кількість випадків зросла до 261805. Зареєстровано 3515 одужань, загальна кількість одужань зросла до 209289. Зареєстровано 5 смертей, кількість померлих зросла до 958. Налічувалось 51558 активних випадків хвороби, з них 263 у відділенні інтенсивної терапії та 118 на апараті штучної вентиляції легень.[71]
- Нова Зеландія повідомила про 2 нові випадки хвороби, загальна кількість випадків зросла до 2328 (1972 підтверджених і 356 ймовірних). Зареєстровано одне нове одужання, загальна кількість одужань зросла до 2258. Кількість померлих залишилася на рівні 25. Налічувалось 45 активних випадків хвороби, з них 44 у керованій ізоляції та один на штучній вентиляції легень.[72]
- Сінгапур повідомив про 9 нових завезених випадків хвороби, загальна кількість випадків зросла до 59786. 35 хворих одужали, внаслідок чого загальна кількість одужань склала 59604. Кількість померлих залишилася на рівні 29.[73]
- Україна повідомила про 5182 нові випадки хвороби за добу та 111 нових смертей за добу, загальна кількість зросла до 1268049 і 24285 відповідно; загалом одужали 1112299 хворих.[74]

### 14 лютого
- Малайзія повідомила про 2464 нові випадки хвороби, загальна кількість випадків зросла до 264269. Зареєстровано 4525 одужань, загальна кількість одужань зросла до 213814. Повідомлено про 7 смертей, кількість померлих зросла до 965. Було 49490 активних випадків хвороби, з них 260 у відділенні інтенсивної терапії та 111 на апараті штучної вентиляції легень.[75]
- Нова Зеландія повідомила про 3 нові випадки місцевої передачі вірусу, внаслідок чого загальна кількість випадків хвороби досягла 2330 (1974 підтверджених і 356 ймовірних). Кількість одужань залишилася на рівні 2258, а кількість померлих — 25.[76] Було 44 активних випадки хвороби, з них 44 у керованій ізоляції та 3 з місцевою передачею вірусу. Ці 3 випадки місцевої передачі були членами одної сім'ї (мати, батько та донька) з Папатоето в Південному Окленді.[77]
- Сінгапур повідомив про 14 нових завезених випадків хвороби, загальна кількість випадків зросла до 59800.[78] 17 хворих одужали, внаслідок чого загальна кількість одужань зросла до 59621. Кількість померлих залишилася на рівні 29.[79]
- Україна повідомила про 3094 нові випадки хвороби за добу та 45 нових смертей за добу, загальна кількість зросла до 1271143 та 24330 відповідно; загалом одужав 1114301 хворий.[80]

### 15 лютого
- Малайзія повідомила про 2176 випадків хвороби, загальна кількість до 266445. Зареєстровано 4521 одужання, загальна кількість одужань зросла до 218335. Повідомлено про 10 смертей, кількість померлих зросла до 975. Налічувалось 47135 активних випадків хвороби, з них 260 у відділенні інтенсивної терапії та 112 на апараті штучної вентиляції легень.[81]
- Нова Зеландія повідомила про 6 нових випадків хвороби в керованій ізоляції, загальна кількість випадків зросла до 2336 (1980 підтверджених і 356 ймовірних). Одужали 6 хворих, внаслідок чого загальна кількість одужань досягла 2264. Кількість померлих залишилася на рівні 25. Було 47 активних випадків хвороби, з них 44 у керованій ізоляції та 3 з місцевою передачею вірусу.[82]
- Сінгапур повідомив про 9 нових завезених випадків хвороби, загальна кількість випадків зросла до 59809. 20 хворих одужали, внаслідок чого загальна кількість одужань зросла до 59641. Кількість померлих залишилася на рівні 29.[83]
- Україна повідомила про 2332 нових випадки хвороби за добу та 62 нові смерті за добу, загальна кількість зросла до 1273475 і 24392 відповідно; загалом одужали 1116779 хворих.[84]

### 16 лютого
Щотижневий звіт Всесвітньої організації охорони здоров'я:
- Малайзія повідомила про 2720 нових випадків хвороби, загальна кількість випадків зросла до 269195. Зареєстровано 5718 одужань, загальна кількість одужань зросла до 224053. Повідомлено про 8 смертей, кількість померлих зросла до 983. Налічувалось 44129 активних випадків, з них 253 у відділенні інтенсивної терапії та 118 на апараті штучної вентиляції легень.[86]
- У Мексиці було зареєстровано 2 мільйони випадків COVID-19.[87]
- Нова Зеландія не повідомила про нові випадки хвороби. Однак один померлий хворий (який раніше був класифікований як той, що перебуває під спостереженням) був визнаний померлим від COVID-19, внаслідок чого кількість померлих зросла до 26, а загальна кількість випадків до 2337 (1981 підтверджених і 356 ймовірних). Один хворий одужав, загальна кількість одужань досягла 2265. Налічувалось 46 активних випадків хвороби (43 в керованій ізоляції та 3 з місцевою передачею вірусу).[88]
- Сінгапур повідомив про один новий завезений випадок, загальна кількість випадків зросла до 59810.[89] 20 хворих одужали, внаслідок чого загальна кількість одужань склала 59661. Кількість померлих залишилася на рівні 29.[90]
- Україна повідомила про 3143 нові випадки хвороби за добу та 150 нових смертей за добу, загальна кількість випадків зросла до 1276618 і 24542 відповідно; загалом одужали 1122968 хворих.[91]

### 17 лютого
- Малайзія повідомила про 2998 нових випадків хвороби, загальна кількість випадків зросла до 272762. Зареєстровано 5709 одужань, загальна кількість одужань зросла до 229762. Зареєстровано 22 смерті, кількість померлих до 1005 осіб. Налічувалось 41396 активних випадків хвороби, з них 231 у реанімації та 115 на апараті штучної вентиляції легень.[92]
- Нова Зеландія повідомила про 3 нові випадки хвороби, загальна кількість випадків зросла до 2340 (1984 підтверджених і 356 ймовірних). Кількість одужань залишилася на рівні 2265, а кількість померлих — 26. Налічувалось 49 активних випадків хвороби (44 в керованій ізоляції та 5 з місцевою передачею вірусу).[93] Пізніше того ж дня в Окленді було зареєстровано шостий випадок місцевої передачі вірусу.[94]
- Сінгапур повідомив про 11 нових випадків хвороби, у тому числі один з місцевою передачею вірусу та 10 завезених, загальна кількість випадків зросла до 59821.[95] 15 хворих одужали, внаслідок чого загальна кількість одужань зросла до 59676. Кількість померлих залишилася на рівні 29.[96]
- Україна повідомила про 4286 нових випадків хвороби за добу та 147 нових смертей за добу, загальна кількість зросла до 1280904 та 24689 відповідно; загалом одужали 1128890 хворих.[97]

### 18 лютого
- Бразилія перевищила поріг у 10 мільйонів випадків COVID-19.[98]
- Малайзія повідомила про 2712 нових випадків хвороби, загальна кількість випадків зросла до 274875. Зареєстровано 5320 одужань, загальна кількість одужань зросла до 235082. Зареєстровано 25 смертей, кількість померлих зросла до 1030. Налічувалось 38763 активних випадків хвороби, з них 227 у реанімації та 103 на апараті штучної вентиляції легень.[99]
- Нова Зеландія повідомила про 4 випадки хвороби, загальна кількість випадків зросла до 2344 (1988 підтверджених і 356 ймовірних). Було зареєстровано 7 одужань, внаслідок чого загальна кількість одужань досягла 2272б. Кількість померлих залишилася нна рівні 26. Було 46 активних випадків хвороби, з них 40 у керованій ізоляції та 6 з місцевою передачею вірусу.[100]
- Сінгапур повідомив про 11 нових завезених випадків хвороби, загальна кількість випадків зросла до 59832. Одужали 3 хворі, внаслідок чого загальна кількість одужань досягла 59679. Кількість померлих залишилася на рівні 29.[101]
- Україна повідомила про 6237 нових випадків хвороби за добу та 163 нові смерті на добу, загальна кількість зросла до 1287141 і 24852 відповідно; загалом одужали 1134120 хворих.[102]

### 19 лютого
- Малайзія повідомила про 2936 нових випадків хвороби, загальна кількість випадків зросла до 277811. 4889 хворих, внаслідок чого загальна кількість одужань склала 239971. Повідомлено про 13 нових смертей, кількість померлих зросла до 1043. Налічувалось 37797 активних випадків хвороби, з них 220 у реанімації та 104 на апараті штучної вентиляції легень.[103]
- Нова Зеландія повідомила про 4 нових випадки хвороби, загальна кількість випадків зросла до 2348 (1992 підтверджених і 356 ймовірних). Кількість одужань залишилася на рівні 2272, а кількість померлих — 26. Налічувалось 50 активних випадків хвороби, з них 43 у керованій ізоляції та 7 з місцевою передачею вірусу.[104]
- Сінгапур повідомив про 14 нових завезених випадків хвороби, загальна кількість випадків зросла до 59846. 18 хворих одужали, внаслідок чого загальна кількість одужань зросла до 59697. Кількість померлих залишилася на рівні 29.[105]
- Україна повідомила про 6531 новий випадок хвороби за добу та 120 нових смертей за добу, загальна кількість зросла до 1293672 та 2472 відповідно; загалом одужали 1139977 хворих.[106]
- У Сполучених Штатах Америки зареєстровано 28 мільйонів випадків COVID-19.[107]

### 20 лютого
- Малайзія повідомила про 2461 новий випадок хвороби, загальна кількість випадків зросла до 280272. Зареєстровано 4782 одужання, загальна кількість одужань зросла до 244753. Повідомлено про 8 смертей, кількість померлих зросла до 1051. Налічувалось 34468 активних випадків хвороби, з них 207 у реанімації та 91 на штучній вентиляції легень..[108]
- Нова Зеландія повідомила про 2 нових випадки хвороби, загальна кількість випадків зросла до 2350 (1994 підтверджених і 356 ймовірних). Один хворий одужав, загальна кількість одужань досягла 2273. Кількість померлих залишилася на рівні 26. Налічувався 51 активний випадок хвороби (44 у керованій ізоляції та 7 з місцевою передачею вірусу).[109]
- Сінгапур повідомив про 12 нових завезених випадків хвороби, загальна кількість випадків зросла до 59858. 22 хворих одужали, загальна кількість одужань зросла до 59719. Кількість померлих залишилася на рівні 29.[110]
- Україна повідомила про 6295 нових випадків хвороби за добу та 73 нові смерті за добу, загальна кількість зросла до 1299967 і 25045 відповідно; загалом одужали 1144516 хворих.[111]
- Три гравці збірної Франції з регбі Антуан Дюпон, Габен Вільєр і Мохамед Ауас отримали позитивний результат тесту на COVID-19.

### 21 лютого
- Малайзія повідомила про 3297 випадків хвороби, загальна кількість випадків зросла до 283569. Повідомлено про 4456 одужань, загальна кількість одужань зросла до 249202. Зареєстровано 5 смертей, кількість померлих зросла до 1056. Зареєстровано 33304 активні випадки хвороби, з них 209 у реанімації та 90 на штучній вентиляції легень.[112]
- Нова Зеландія повідомила про один новий випадок хвороби, загальна кількість випадків зросла до 2350 (1994 підтверджених і 356 ймовірних). Загальна кількість одужань залишилася на рівні 2273, а кількість померлих — 26. Налічувався 51 активний випадок хвороби (44 у керованій ізоляції та 7 з місцевою передачею інфекції).[113]
- Сінгапур повідомив про 11 нових завезених випадків хвороби, загальна кількість випадків зросла до 59869. 12 хворих одужали, внаслідок чого загальна кількість одужань зросла до 59731. Кількість померлих залишилася на рівні 29.[114]
- Україна повідомила про 4489 нових випадків хвороби за добу та 58 нових смертей за добу, загальна кількість зросла до 1304456 і 25103 відповідно; загалом одужали 1146073 хворі.[115]

### 22 лютого
- В Індії кількість випадків хвороби перевищила 11 мільйонів, а кількість смертей досягла 156385.[116]
- Малайзія повідомила про 2192 випадки хвороби, загальна кількість випадків зросла до 285671. Було зареєстровано 3414 нових одужань, загальна кількість одужань зросла до 252623. Повідомлено про 6 смертей, кількість померлих зросла до 1062. Налічувалось 32076 активних випадків хвороби, з них 199 у реанімації та 91 на штучній вентиляції легень.[117]
- Нова Зеландія повідомила про 7 нових випадків хвороби, загальна кількість випадків зросла до 2357 (2001 підтверджених і 356 ймовірних). Зареєстровано 4 одужання, загальна кількість одужань зросла до 2277. Кількість померлих залишилася на рівні 26. Налічувалось 54 активні випадки хвороби (46 у керованій ізоляції та 8 на штучній вентиляції легень).[118]
- Сінгапур повідомив про 10 нових випадків хвороби, у тому числі один з місцевою передачею вірусу та 9 завезених, загальна кількість випадків зросла до 59879. 15 хворих одужали, загальна кількість одужань досягла 59746. Кількість померлих залишилася на рівні 29.[119]
- Україна повідомила про 3206 нових випадків хвороби за добу та 53 нові смерті за добу, загальна кількість зросла до 1307662 та 25156 відповідно; загалом одужали 1147426 хворих.[120]
- У Сполучених Штатах Америки кількість смертей від COVID-19 досягла 500 тисяч.[121]

### 23 лютого
Щотижневий звіт Всесвітньої організації охорони здоров'я:
- Малайзія повідомила про 2468 нових випадків хвороби, загальна кількість випадків зросла до 288229. Зареєстровано 4055 одужань, загальна кількість одужань зросла до 256678. Повідомлено про 14 смертей, кількість померлих зросла до 1076. Налічувалось 30475 активних випадків хвороби, з них 196 у реанімації та 92 на штучній вентиляції легень.[123]
- Нова Зеландія повідомила про 6 нових випадків хвороби, загальна кількість випадків зросла до 2363. Кількість одужань залишилася на рівні 2277, а кількість померлих — 26. Налічувалось 60 активних випадків хвороби, з них 51 перебував у керованій ізоляції та 9 випадків місцевої передачі інфекції.[124] Пізніше того ж дня 2 нових випадки були пов'язані з кластером середньої школи Папатоето.[125]
- Сінгапур повідомив про 4 нові випадки хвороби, в тому числі один проживав у гуртожитку та 3 завезені, внаслідок чого загальна кількість випадків зросла до 59883.[126] Одужали 7 хворих, внаслідок чого загальна кількість одужань склала 59753. Кількість померлих залишилася на рівні 29.[127]
- Україна повідомила про 4182 нові випадки хвороби за добу та 153 нові смерті за добу, загальна кількість зросла до 1311844 та 25309 відповідно; загалом одужали 1151777 хворих.[128]

### 24 лютого
- Фіджі підтвердили один новий випадок хвороби в особи, яка прибула зі столиці Філіппін Маніли.[129]
- Малайзія повідомила про 3545 нових випадків хвороби, загальна кількість випадків зросла до 291774. Зареєстровано 3331 одужання, загальна кількість одужань зросла до 260009. Повідомлено про 12 смертей, кількість померлих зросла до 1088. Налічувалось 30677 активних випадків хвороби, з них 189 у реанімації та 88 на штучній вентиляції легень.[130]
- Нова Зеландія повідомила про 4 нові випадки хвороби, загальна кількість випадків зросла до 2365. Кількість одужань залишилося на рівні 2277, а кількість померлих — 26. Налічувалось 62 активних випадки хвороби, з них 51 у керованій ізоляції та 11 випадків місцевої передачі вірусу.[131]
- Сінгапур повідомив про 7 нових випадків хвороби, у тому числі один з місцевою передачею вірусу та 6 завезених, загальна кількість випадків зросла до 59890.[132] 8 хворих одужали, внаслідок чого загальна кількість одужань склала 59761. Кількість померлих залишилася на рівні 29.[133]
- Україна повідомила про 5850 нових випадків хвороби за день і 152 нові смерті за день, загальна кількість зросла до 1317694 і 25461 відповідно; загалом одужали 1155422 хворі.[134]
- У світі було зареєстровано понад 2,5 мільйона смертей від COVID-19.[135]

### 25 лютого
Щотижневий звіт Всесвітньої організації охорони здоров'я:
- Малайзія повідомила про 1924 нові випадки хвороби, загальна кількість випадків зросла до 293698. Зареєстровано 3752 одужання, загальна кількість одужань зросла до 263761. Повідомлено про 12 смертей, кількість померлих зросла до 1100. Налічувалось 28837 активних випадків хвороби, з них 205 у реанімації та 91 на штучній вентиляції легень.[137]
- Нова Зеландія повідомила про 3 нових випадки хвороби, загальна кількість випадків зросла до 2368. Кількість одужань залишилася на рівні 2277, а кількість померлих — 26. Налічувалось 65 активних випадків хвороби, з них 54 у керованій ізоляції та 11 випадків місцевої передачі вірусу.[138]
- Сінгапур повідомив про 10 нових випадків хвороби, у тому числі 2 з місцевої передачі вірусу та 8 завезених, загальна кількість випадків зросла до 59900.[139] 24 хворі одужали, внаслідок чого загальна кількість одужань зросла до 59785. Кількість померлих залишилася на рівні 29.[140]
- Україна повідомила про 8147 нових випадків за добу та 135 нових смертей за добу, загальна кількість зросла до 1325841 та 25596 відповідно; загалом одужали 1159311 хворих.[141]

### 26 лютого
- На Фіджі підтверджено 2 випадки COVID-19 після закордонних поїздок до ПАР та США.[142]
- Малайзія повідомила про 2253 нові випадки хвороби, загальна кількість випадків зросла до 295951. Зареєстровано 3085 одужань, загальна кількість одужань зросла до 266846. Було повідомлено про 11 смертей, кількість померлих зросла до 1111. Налічувалось 27994 активних випадків хвороби, з них 201 у реанімації та 93 на штучній вентиляції легень.[143]
- Нова Зеландія повідомила про 3 нові випадки хвороби, загальна кількість випадків зросла до 2371 (2015 підтверджених і 356 ймовірних). Один хворий одужав, загальна кількість одужань досягла 2278. Кількість померлих залишилася на рівні 26. Налічувалось 67 активних випадків хвороби, з них 56 на кордоні та 11 з місцевою передачею вірусу.[144]
- Сінгапур повідомив про 13 нових завезених випадків хвороби, загальна кількість випадків зросла до 59913. Одужали 18 хворих, загальна кількість одужань зросла до 59803. Кількість померлих залишилася на рівні 29.[145]
- Україна повідомила про 8003 нові випадки хвороби за добу та 146 нових смертей за добу, загальна кількість зросла до 1333844 та 25742 відповідно; загалом одужали 1163555 хвороби.[146]

### 27 лютого
- Малайзія повідомила про 2364 нові випадки хвороби, загальна кількість випадків зросла до 298315. Зареєстровано 3320 одужань, загальна кількість одужань зросла до 270166. Зареєстровано 10 смертей, кількість померлих зросла до 1121. Налічувалось 27028 активних випадків хвороби, з них 190 у реанімації та 99 на штучній вентиляції легень.[147]
- Нова Зеландія повідомила про один новий випадок хвороби, загальна кількість випадків зросла до 2372 (2016 підтверджених і 356 ймовірних). Одужали 2 хворих, загальна кількість одужань досягла 2280. Кількість померлих залишилася на рівні 26. Налічувалось 66 активних випадків хвороби, з них 55 на кордоні та 11 з місцевою передачею вірусу.[148] Пізніше того ж вечора у брата та сестри похилого віку з Окленду після випадкового контакту підтвердився позитивний тест на COVID-19.[149]
- Сінгапур повідомив про 12 нових завезених випадків хвороби, загальна кількість випадків зросла до 59925.[150] 13 хворих одужали, внаслідок чого загальна кількість одужань зросла до 59816. Крім того, один хворий, який отримав позитивний результат тестування в Індонезії помер, тому кількість смертей залишилася до 29.[151]
- Україна повідомила про 8172 нові випадки хвороби за добу та 151 нову смерть за добу, загальна кількість зросла до 1342016 і 25893 відповідно; загалом одужав 1168321 хворий.[152]

### 28 лютого
- Малайзія повідомила про 2437 нових випадків хвороби, загальна кількість випадків зросла до 300752. Зареєстровано 3228 нових одужань, загальна кількість одужань зросла до 273417. Повідомлено про 9 смертей, кількість померлих зросла до 1130. Налічувалось 26205 активних випадків хвороби, з них 202 у реанімації та 93 на штучній вентиляції легень.[153]
- Нова Зеландія повідомила про 4 нові випадки хвороби, загальна кількість випадків зросла до 2376 (2020 підтверджених і 356 ймовірних). Зареєстровано 5 одужань, загальна кількість одужань зросла до 2285. Кількість померлих залишилася на рівні 26. Налічувалось 65 активних випадків хвороби, з них 54 у керованій ізоляції та 11 з місцевою передачею вірусу.[154] Того вечора органи охорони здоров'я Нової Зеландії підтвердили новий випадок, який був пов'язаний із лютневим кластером Окленда.[155]
- Сінгапур повідомив про 11 нових випадків хвороби, у тому числі одного в гуртожитку та 10 завезених, загальна кількість випадків зросла до 59936.[156] 7 хворих одужали, загальна кількість одужань зросла до 59823. Кількість померлих залишилася на рівні 29.[157]
- Україна повідомила про 5833 нові випадки хвороби за добу та 89 нових смертей за добу, загальна кількість зросла до 1347849 та 25982 відповідно; загалом одужали 1170023 хворі.[158]

## Резюме
Протягом лютого 2021 року жодна нова країна чи територія не підтвердили перші випадки хвороби.
Станом на кінець лютого лише такі країни та території не повідомляли про випадки зараження SARS-CoV-2, хоча деякі заяви оскаржувалися:
Африка
- Острови Святої Єлени, Вознесіння і Тристан-да-Кунья

Азія
- Кокосові острови
- Острів Різдва
- Північна Корея
- Туркменістан

Європа
- Шпіцберген ( Норвегія)

Океанія
- Острови Кука
- Кірибаті
- Науру
- Ніуе
- Острів Норфолк
- Палау
- Піткерн
- Токелау
- Тонга
- Тувалу